# Most U Jánů
Most U Jánů je secesní most v Jihlavě, vede přes řeku Jihlavu a spojuje Okružní ulici s Polenskou. Od roku 2008 je chráněn jako kulturní památka České republiky.

## Historie
Most byl vystavěn v letech 1908–1909 na základě projektu profesora pražské techniky Ing. Josefa Melana. Jde o jeden z nejstarších dochovaných železobetonových mostů v České republice a ve své době představoval průkopnické technické a estetické řešení. Postaven byl jako součást městské elektrické dráhy, která tudy spojovala vlakové nádraží a Masarykovo náměstí. Dráha byla zrušena v roce 1948, nicméně dopravě most sloužil do roku 1981, kdy jej nahradil most v dnešní Havlíčkově ulici. Od té doby chátral, v roce 2008 musel být na doporučení statika zcela uzavřen a prošel první, zajišťovací, rekonstrukcí.
V roce 2012 prošel zchátralý most kompletní rekonstrukcí, při níž sem byly vráceny koleje jako připomínka na tramvajovou dráhu. Cena za rekonstrukci činila 7,5 milionů Kč. Dnes je most určen chodcům a cyklistům, město uvažuje i o napojení cyklostezky od Helenína, která navazuje na cyklostezku Jihlava – Třebíč – Raabs.

## Zajímavosti
- V roce 2015 se jeho replika objevila v "papírovém" filmu O jihlavském havíření, který namluvil jihlavský rodák Ondřej Vetchý.[2]